# Brahima Korbeogo
Brahima Korbeogo (ur. 23 stycznia 1975 w Wagadugu) – burkiński piłkarz grający na pozycji obrońcy.

## Kariera klubowa
Karierę piłkarską Korbeogo rozpoczął w gwinejskim klubie Satellite FC z Konakry. W latach 1995–1997 grał w nim w gwinejskiej ekstraklasie.
W 1998 roku Korbeogo grał już w Burkinie Faso. Został wówczas zawodnikiem klubu USFA Wagadugu. W 2000 roku odszedł do egipskiego El-Ittihad z Aleksandrii, a w sezonie 2001/2002 grał w Bani Yas Club ze Zjednoczonych Emiratów Arabskich.
W 2002 roku Korbeogo wrócił do Burkina Faso i podpisał kontrakt z ASFA Yennenga ze stolicy kraju Wagadugu. W latach 2004 i 2006 wywalczył mistrzostwo Burkiny Faso. Latem 2006 został piłkarzem Commune FC. W 2007 roku został z nim mistrzem kraju i zdobył Puchar Burkiny Faso.

## Kariera reprezentacyjna
W reprezentacji Burkiny Faso Korbeogo zadebiutował w 1997 roku. W 1998 roku zajął z Burkina Faso 4. miejsce w Pucharze Narodów Afryki 1998. Na tym turnieju zagrał czterokrotnie: z Kamerunem (0:1), z Algierią (2:1), z Gwineą (1:0) i półfinale z Egiptem (0:2).
W 2000 roku Korbeogo wystąpił w 3 meczach Pucharu Narodów Afryki 2000: z Senegalem (1:3), z Zambią (1:1) i z Egiptem (2:4 i gol). W kadrze narodowej od 1997 do 2001 roku rozegrał 28 meczów i strzelił w nich 1 bramkę.